# سیارک ۱۹۴۲۹
سیارک ۱۹۴۲۹ (به انگلیسی: 19429 Grubaugh، نامگذاری:1998FD69) نوزده هزار و چهارصد و بیست و نهمین سیارک کشف شده‌است که در ۲۰ مارس ۱۹۹۸ کشف شد.
قدر مطلق سیارک برابر ۱۳.۵ است.